# 詹泮
詹泮（1490年—1546年），字文化，號少華，江西廣信府玉山縣人，民籍，明朝政治人物。

## 生平
早年從章懋學習，以講學自任，詩文別具一格，平生淡泊名利，無意於仕進。正德八年（1513年）癸酉科江西鄉試第二十一名舉人，十六年（1521年）辛巳科二甲第三名進士。改庶吉士，嘉靖元年（1522年）十一月授禮科給事中，同年以母親年老乞終養歸里。

## 著作
著有《少華集》四卷。

## 家族
曾祖詹子和；祖父詹信，州判官；父詹鑾。母李氏。重慶下。